# Смит, Брэд
Брэдли Шон Смит (англ. Bradley Shaun Smith; род. 9 апреля 1994, Пенрит, Австралия) — австралийский футболист, защитник американского клуба «Хьюстон Динамо» и сборной Австралии.

## Клубная карьера
Смит родился в Австралии, но в 14 лет переехал в Англию. Когда он выступал за местную любительскую команду, его заметили скауты «Ливерпуля» и пригласили в команду. В 2013 году Брэд попал в заявку клуба на сезон. 29 декабря в матче против лондонского «Челси» он дебютировал в английской Премьер-лиге, заменив во втором тайме Джо Аллена. Для получения игровой практики летом 2014 года Смит был отдан в краткосрочную аренду в «Суиндон Таун». 9 августа в поединке против «Сканторп Юнайтед» он дебютировал в Первой английской лиге. В середине октября «Ливерпуль» вернул Брэда обратно.
Летом 2016 года Смит перешёл в «Борнмут», подписав контракт на четыре года. Сумма трансфера составила £3 млн. 27 ноября в матче против лондонского «Арсенала» он дебютировал за новую команду. 8 августа 2018 года Смит был взят в аренду клубом MLS «Сиэтл Саундерс». В главной лиге США он дебютировал 12 августа в матче против «Далласа». 31 июля 2019 года «Саундерс» и «Борнмут» согласовали продление его аренды до конца сезона MLS 2019. 10 ноября Смит участвовал в матче за Кубок MLS 2019, в котором «Сиэтл» обыграл «Торонто» со счётом 3:1, и стал первым австралийцем, ставшим чемпионом американской лиги. 30 января 2020 года Смит отправился в аренду в клуб Чемпионшипа «Кардифф Сити» на оставшуюся часть сезона 2019/20. За валлийский клуб он дебютировал 21 июня в матче против «Лидс Юнайтед». 25 июня его аренда была продлена из-за пандемии COVID-19. 5 августа Смит покинул «Борнмут» в связи с истечением контракта.
17 сентября 2020 года Смит вернулся в «Сиэтл Саундерс», подписав постоянный контракт. 24 апреля 2021 года в матче против «Лос-Анджелеса» он забил свой первый гол за «Саундерс».
27 января 2022 года Смит был продан «Ди Си Юнайтед» за $750 тыс. в общих распределительных средствах. «Сиэтл» также сохранил комиссию от суммы возможной его продажи за пределы MLS в размере 10 %. За вашингтонский клуб он дебютировал 26 февраля в матче стартового тура сезона 2022 против «Шарлотта». 8 июля в матче против «Филадельфии Юнион» Смит получил разрыв передней крестообразной связки левого колена и выбыл из строя на срок до девяти месяцев. По окончании сезона 2022 «Ди Си Юнайтед» отклонил опцию продления контракта Смита.
6 января 2023 года Смит на правах свободного агента присоединился к «Хьюстон Динамо», подписав контракт до конца сезона 2024 с опциями продления на сезоны 2025 и 2026. За «Динамо» он дебютировал 22 апреля в матче против «Интер Майами», выйдя на замену в конце второго тайма вместо Амина Басси. 20 августа в матче против «Портленд Тимберс» он забил свой первый гол за «Динамо».

## Международная карьера
В 2011 году в составе юношеской сборной Англии (получил право выступления благодаря своим родителям), Смит принял участие в юношеском чемпионате мира в Мексике.
В 2014 году Брэд получил приглашение от Футбольной федерации Австралии выступать за свою родину. 4 сентября в товарищеском матче против сборной Бельгии Смит дебютировал за сборную Австралии.

## Достижения
Командные
 «Сиэтл Саундерс»
- Чемпион MLS (обладатель Кубка MLS): 2019

 «Хьюстон Динамо»
- Обладатель Открытого кубка США: 2023